# منزل آينشتاين
يعتبر منزل ألبرت آينشتاين الواقع في شارع 12 ميرسير في بلدية برنستون، مقاطعة ميرسر، نيوجيرسي، الولايات المتحدة، هو منزل آينشتاين من عام 1935 حتى وفاته في عام 1955. بقيت زوجتة إلسا أينشتاين فيه حتى وفاتها عام 1936.

## تاريخ المنزل

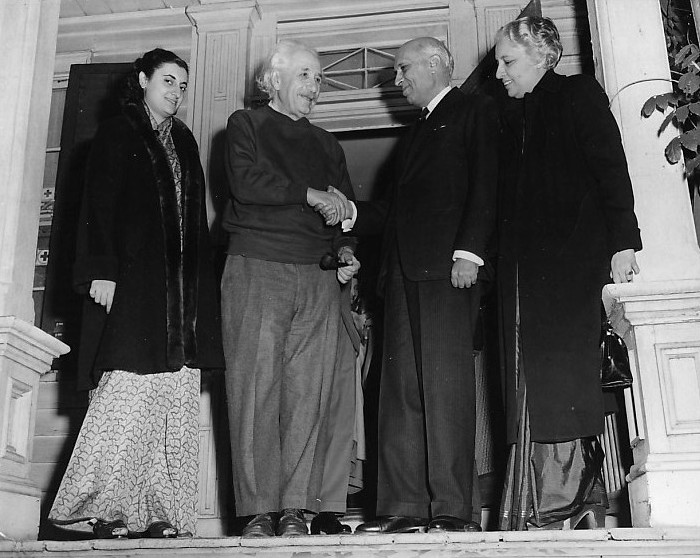
جواهر لال نهرو، أول رئيس وزراء للهند وإنديرا غاندي يلتقيان أينشتاين في منزلة في برينستون، في عام 1949

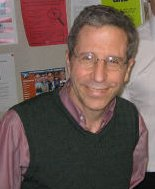
إيريك ماسكين، إمتلك المنزل حتى عام 2012

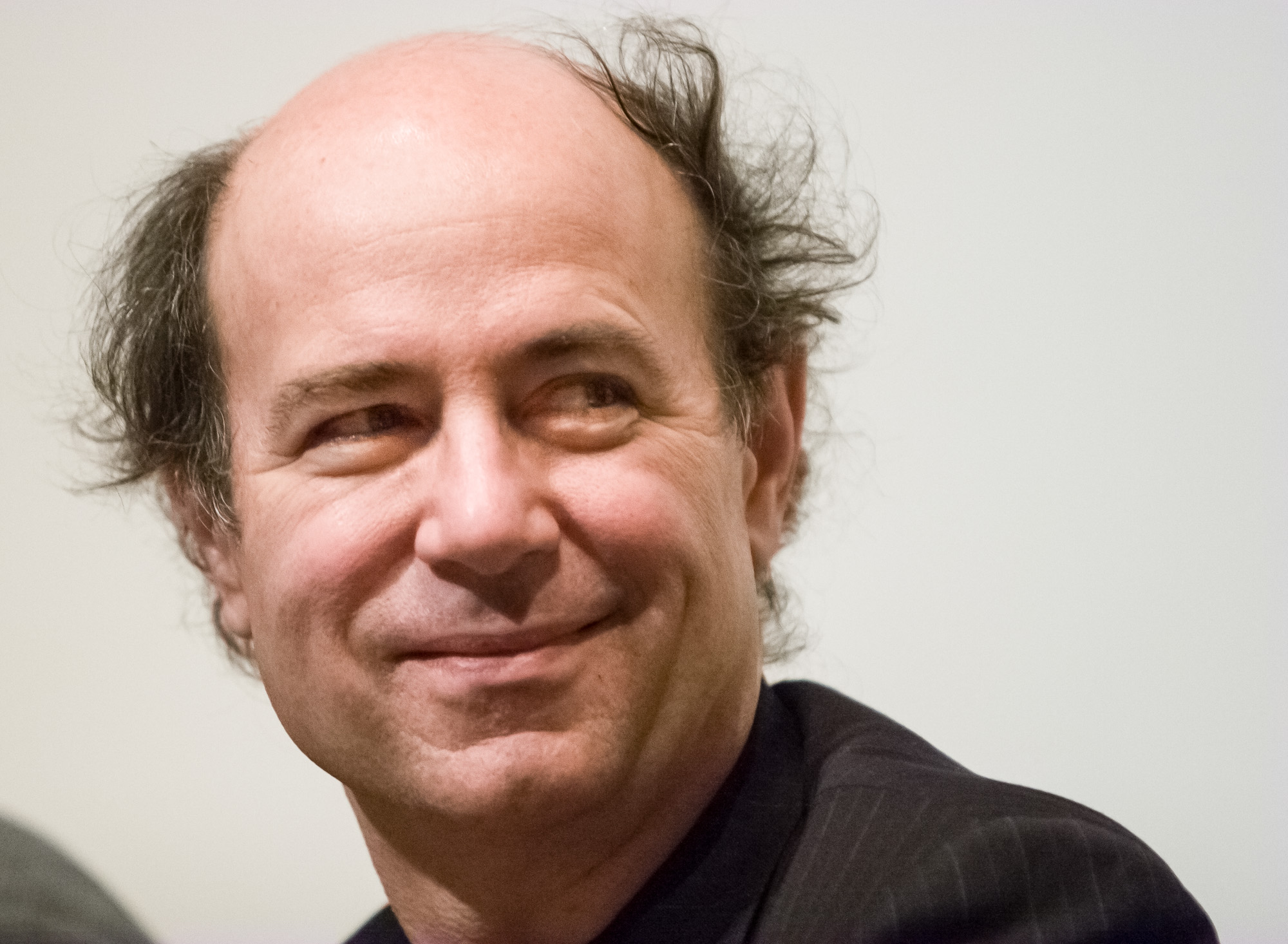
فرانك ويلكزك سكن في المنزل في الفترة ما بين عام 1989 وعام 2001.

بني المنزل في وقت ما قبل عام 1876، كان المنزل يقع في شارع ألكسندر حيث قاعه ستوارت في جامعة برنستون للندوات اللاهوتية والتي بنيت في نفس العام. أما الآن فإن المنزل يقع في شارع 108. المنزل على نظام بسيط ولا يحتوي على أي علامات خاصه. إشترت إلسا أينشتاين المنزل من ماري كلارك في 24 يوليو 1935 مقابل مبلغ لم يتم الإعلان عنه وفقا للعقد المسجل من قبل مكتب ميرسركليرك في 1 أغسطس 1935.
ناشد آينشتاين بشده لعدم تحويل منزله إلى متحف، وهو نفس الآمر الذي أرادته العائلة. وبالرغم من ذلك، تم إضافة المنزل إلى السجل الوطني للأماكن التاريخية وتم اعتبارة واحدا من الأماكن الأثرية للولايات المتحدة في عام 1976.
بعد وفاته، إمتلكت ابنته من زوجته مارجروت آينشتاين حتى وافتها المنية في عام 1986.
إمتلك المنزل إيريك ماسكين وعائلته حتى عام 2012، والذي كان أستاذا في مدرسة العلوم الاجتماعية في معهد الدراسات المتقدمة في برنستون حتى عام 2011، والحاصل على جائزة نوبل في عام 2007 بالاشتراك مع اثنين أخرين. يعمل إيريك الآن كأستاذ إقتصاد في جامعة هارفرد. قبل ذلك كان المنزل ملك الفيزيائي والحاصل على جائزة نوبل عام 2004 فرانك ويلكزك. أقام الأخير فيه عندما كان أستاذا في معهد الدراسات المتقدمة في الفترة ما بين عام 1989 وعام 2001.
تم الإعلان على أنه قد طلب المكوث في المنزل كشرط أساسي للانتقال للتدريس في برنستون. اشتهر عن ويل بأنه كان يقوم بالمحاضرات الليلية للطلاب المتخرجين في ذلك المنزل.
يعتبر المنزل ملكية خاصة بالرغم من امتلاك معهد الدراسات المتقدمة له. المنزل غير مفتوح للعامة.

## وصلات خارجية
- Mercer Hill Historic District Organization
- Photograph of Amanda Gefter standing in front of the Albert Einstein House